# Битва на Ньюри-Роад
Битва на Ньюри-Роад (англ. Battle of Newry Road) — это продолжительный бой между британскими вертолётами и вооруженными грузовиками временной Ирландской республиканской армии, произошедший к востоку от Кроссмаглена, графство Арма, 23 сентября 1993 года. Бой начался, когда моторизованная группа временной ИРА из Южно-Арманской бригады попыталась устроить засаду на три вертолёта, взлетевших из казарм Кроссмаглена.

## Предыстория
Согласно сообщениям британской армии, ИРА осуществила 23 нападения на вертолёты на юге графства Арма за всё время беспорядков. До начала 1990-х годов, когда Westland Lynx были оснащены тяжелыми пулемётами, все британские вертолёты в Северной Ирландии летали безоружными.
После двух атак с винтовками и гранатометом РПГ в 1974 и 1976 годах, начало использования Южно-Арманской бригадой пулемётов М60 повысило огневую мощь её атак. В феврале 1978 года, после перестрелки между британскими войсками и членами ИРА, вертолёт Gazelle потерпел крушение, когда его пилот попытался избежать пулемётного огня. При крушении вертолёта погиб подполковник из подразделения Royal Green Jackets.
Ровно через год после этого инцидента разведывательный вертолёт получил девять попаданий во время полета над посёлком Глассдрумман. Один из военнослужащих, майор, был ранен, но пилоту удалось благополучно посадить машину.
Ливийские поставки оружия для ИРА в середине 1980-х годов включали 18 пулемётов ДШК калибра 12,7 мм, что ещё больше усилило зенитные возможности Южно-Арманской бригады. Впервые это оружие было использовано против британской авиации в июне 1988 года, когда армейский вертолёт Westland Lynx получил 15 попаданий и был сбит подразделением Ира в районе Кашел-Лох-Аппер.